# SV Robinhood

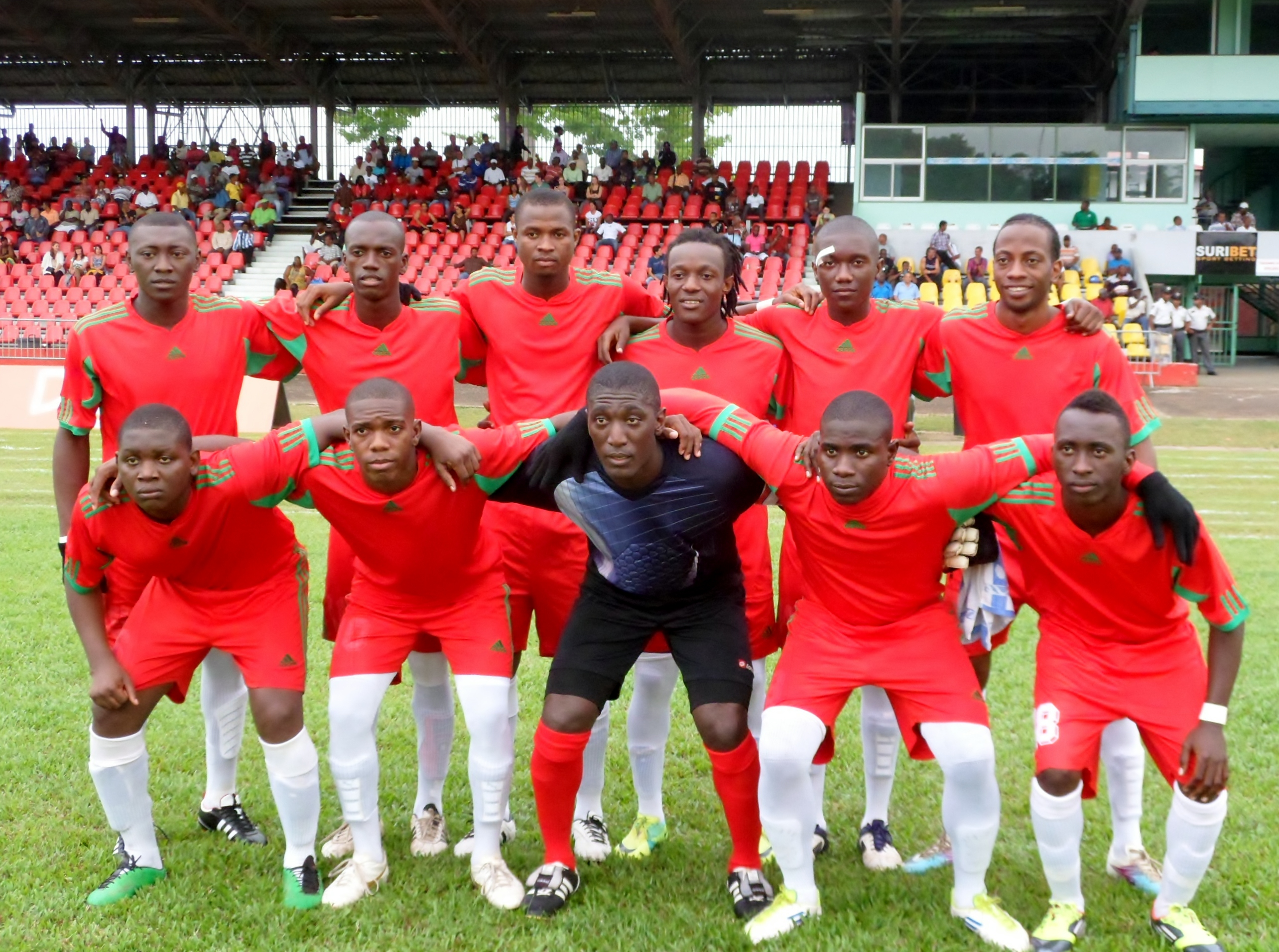
Der SV Robinhood am 25. März 2012 vor dem Meisterschaftsspiel gegen den SV Transvaal im André-Kamperveen-Stadion

Die Sport Vereniging Robinhood ist ein Fußballverein aus Paramaribo (Suriname), der in der 2024 gegründeten Profiliga, Suriname Major League spielt.  

## Geschichte

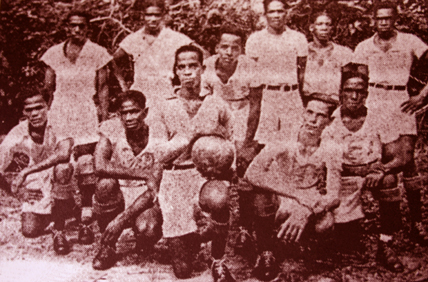
Der SV Robinhood 1946 „mit Fußballschuhen“

Der Verein wurde am 6. Februar 1945 gegründet. Im ersten Jahr nach der Gründung des Vereins spielte der SV Robinhood in einer „Barfußliga“. Als Meister dieser Liga erhielt die Mannschaft ein Dutzend Fußballschuhe und konnte damit in der zweiten Liga des Surinamischen Fußball-Bundes (SVB) antreten. Mit zunehmenden Erfolgen wurde der SV Robinhood zum größten Verein Surinames und hatte den Ruf, ein Club des einfachen Volkes zu sein. 1953 wurde Robinhood zum ersten Mal Landesmeister.

### Tiefpunkt
In der Saison 2013/14 wurde der Rekordmeister, SV Robinhood Tabellenletzter in der damaligen Hoofdklasse- seit 2017 Eerste Divisie und stieg damit zum ersten Mal in der Vereinsgeschichte ab.
Nach einem Jahr in der damaligen Ersteklasse, seit 2017 Tweede Divisie konnte sich der Verein als Tabellenzweiter in zwei Relegationsspielen gegen den Vorletzten der damaligen Hoofdklasse, SV Boma Star durchsetzen und stieg damit wieder in die höchste Liga auf.

## Stadion
Die meisten seiner Spiele trägt der SV Robinhood im Nationalstadion, dem André-Kamperveen-Stadion aus. Seit 2010 besitzt der Verein ein eigenes kleines Stadion mit Flutlichtanlage an der Dr. Ir. H.S. Adhinstraat in Paramaribo, Ressort Tammenga. Es verfügt über 600 Sitzplätze (Sitzschalen). Im März 2012 hatte der SVB das Stadion für Spiele der damaligen Hoofdklasse freigegeben.

## Nationale Titel
- Landesmeister: 1953, 1954, 1955, 1956, 1959, 1964, 1971, 1975, 1976, 1979, 1980, 1981, 1983, 1984, 1985, 1986, 1987, 1988, 1989, 1994, 1995, 2005, 2012, 2017/18,[3] 2022,[4]2023,[5]2024[6]

- Pokalsieger: 1997, 2006, 2007, 2016, 2017, 2025[7]
- Sieger des Präsidentenpokals von Suriname: 1994, 1995, 1996, 1999, 2001, 2016, 2018, 2023/24, 2024

### Stars Cup
Am 25. September 2016 gewann der SV Robinhood den zum ersten Mal im André-Kamperveen-Stadion ausgetragenen Stars Cup gegen den SV Nishan 42 mit 2:0 Toren. An diesem Nationalen Turnier nahmen ab dem 17. September insgesamt acht Mannschaften, einschließlich des Meisters Inter Moengotapoe und der Nationalmannschaft teil, die jeweils den dritten und vierten Turnierplatz belegten.

## International
Beim CONCACAF Champions’ Cup erreichte der SV Robinhood fünfmal das Finale (1972, 1976, 1977, 1982, 1983), ohne den Pokal jedoch gewinnen zu können.
In der CFU Club Championship, der Vereinsmeisterschaft des Karibischen Fußballverbands, erreichte Robinhood 2005 das Finale; dabei besiegten die Surinamer in der ersten Runde die SV Britannia aus Aruba, kam kampflos gegen die North East Stars FC aus Trinidad und Tobago weiter und besiegte im Halbfinale Northern United aus St. Lucia. Im Finale verloren die Surinamer aber gegen den jamaikanischen Vertreter Portmore United.
Im Jahre 2018 wurde der CONCACAF Caribbean Shield durch den Verband für Vereine eingeführt, die professionelle Standards anstreben. Diesen Wettbewerb gewann der SV Robinhood 2019 und 2023. Ab 2023 sind der Sieger und Zweitplatzierte für den CONCACAF Caribbean Cup (vorher CFU Club Championship) qualifiziert.
Im Dezember 2023 wurde der SV Robinhood in einem Hin- und Rückspiel gegen den Cavalier FC aus Jamaica auch Titelträger des erstmals ausgetragenen CONCACAF Caribbean Cup. Hiermit ist er auch für das Achtelfinale der CONCACAF Champions Cup 2024 qualifiziert.

## Trivia
- Der Vater von Patrick Kluivert sowie der Vater von Urby Emanuelson spielten in diesem Verein Fußball.